# Marissa Johnson
Marissa Johnson (c. 1990) é uma ativista que atingiu notoriedade após interromper o candidato presidencial dos Estados Unidos Bernie Sanders em um comício em agosto de 2015 em Seattle. Seu ativismo tem sido associado ao movimento Black Lives Matter (BLM). Ela é fundadora de um grupo de justiça com sede em Seattle chamado Outside Agitators 206, que foi dissolvido quando se tornou co-fundadora do capítulo de Seattle do Black Lives Matter em setembro de 2015.

## Ativismo
Johnson já tinha sido notada pela mídia de comunicação de Seattle e região por seu engajamento e interrupção de reuniões públicas antes do incidente com Sanders. Em novembro de 2014, ela organizou um die-in em um shopping no centro de Seattle, o que causou o fechamento do shopping durante a Black Friday de 2014. Ela causou a suspensão de uma reunião do conselho da cidade em janeiro de 2015, realizada para discutir sobre o uso de câmeras corporais pela polícia, e disse: "Não preciso de um vídeo caseiro de mim sendo oprimida".
Johnson tem um pai negro e uma mãe branca, e ela se descreve como uma cristã evangélica. Ela mencionou sua fé como sua motivação para seu ativismo, dizendo que "supremacia branca é um pecado". Ela se formou na Universidade do Pacífico de Seattle em 2013 com uma licenciatura em Teologia. Após se formar, ela foi trabalhar como babá. Alguns escritores afirmaram que ela foi "difamada" como sendo parte do movimento Tea Party, e ela disse que seus pais eram membros do Tea Party durante o tempo que morou com eles.  Johnson disse que certa vez apoiou Sarah Palin como candidata política nacional e criticou as pessoas "brancas liberais" por serem como Rachel Dolezal.

### Controvérsias do capítulo de Seattle do BLM
O capítulo do Black Lives Matter de Seattle foi criticado enquanto sob a liderança de Johnson por permitir comentários anti-semitas em comícios nas proximidades de uma loja de canábis, cujo proprietário havia sido acusado de gentrificar um bairro tradicionalmente negro.

## Prêmios e reconhecimento
Johnson foi indicada ao Prêmio Coragem no Serviço Público do site Crossage.com.